# نظام بيئي بحيري
يشمل النظام البيئي لبحيرة النباتات والحيوانات والكائنات الدقيقة الحيوية (الحية)، وكذلك التفاعلات الفيزيائية والكيميائية اللاحيوية (غير الحية).
تعتبر النظم البيئية البحيرية أمثلة أساسية للأنظمة البيئية للمياه الراكدة. يشير المفهوم المياه الراكدة إلى المياه الراكدة الثابتة أو النسبية، وهو مأخوذ من الكلمة اللاتينية lentus، التي تعني «راكد». تشمل المياه الراكدة البرك والبحيرات والمناطق الرطبة، وينطبق جزء كبير من هذا المقال على النظم البيئية للمياه الراكدة عمومًا. ويمكن مقارنة النظم البيئية للمياه الراكدة بالنظم البيئية للمياه الجارية التي تشمل المياه الأرضية المتدفقة كالأنهار والمجاري المائية. وهذان الفرعان يشكلان مجال دراسة عامًا عن الماء العذب أو البيئة المائية.
إن أنظمة المياه الراكدة متنوعة، تتراوح من تجمعات مياه الأمطار الصغيرة والمؤقتة التي بعمق بضع بوصات إلى بحيرة بايكالالتي بعمق 1740 مترًا. والتمييز العام بين التجمعات/البرك وبين البحيرات غير واضح، ولكن يقول براون إن البرك والتجمعات يكون سطحها السفلي بأكمله معرضًا للضوء، على عكس البحيرات. إضافة إلى أن بعض البحيرات تصبح طباقية موسميًا (ستتم مناقشتها بمزيد من التفصيل أدناه). للبرك والتجمعات منطقتان: منطقة المياه المفتوحة البحرية، والمنطقة القاعية، التي تضم الجزء السفلي ومناطق الشاطئ. وحيث إن البحيرات بها مناطق سفلية عميقة غير معرضة للضوء، فهناك منطقة إضافية هي المنطقة العميقة. ويمكن أن تكون هناك ظروف لاحيوية مختلفة تمامًا لهذه المناطق الثلاث، وبالتالي الأنواع المضيفة التي يتم تكييفها خصيصا للعيش هناك.

## عوامل لاحيوية هامة

### الضوء
يوفر الضوء الطاقة الشمسية المطلوبة لدفع عملية التمثيل الضوئي، مصدر الطاقة الرئيسي لأنظمة مياه البرك. تعتمد كمية الضوء القادمة على مزيج من عدة عوامل. قد يتم تظليل البرك الصغيرة بالأشجار المحيطة بها، بينما يؤثر تظليل السحب على إتاحة الضوء في جميع النظم، بغض النظر عن الحجم. وتلعب العوامل الموسمية واليومية دورًا أيضًا في إتاحة الضوء، حيث كلما كانت الزاوية التي يسقط بها الضوء على الماء أكثر سطحية، زاد فقد الضوء بسبب الانعكاس. وهو ما يعرف بقانون بير لامبرت. وبمجرد اختراق الضوء للسطح، يمكن أن يتفرق أيضًا بسبب الجسيمات العالقة في عمود الماء. ويقلل هذا التشتت من إجمالي الضوء كلما ازداد العمق (موس 1998، كالف 2002). تقسم البحيرة إلى منطقة مضاءة ومنطقة معتمة، تستقبل الأولى ضوء الشمس والثانية تكون أسفل أعماق اختراق الضوء مما يجعلها غير قادرة على التمثيل الضوئي. وفيما يتعلق بتوزيع مناطق البحيرة، فتعتبر المنطقتان البحرية والقاعية ضمن المنطقة المضاءة، أما المنطقة العميقة فتقع في المنطقة المعتمة.

### درجة الحرارة
تعتبر درجة الحرارة أحد العوامل اللاحيوية الهامة في النظم البيئية للمياه الراكدة لأن معظم أحياء البيئة تكون متغيرة للحرارة، حيث تتحدد درجة حرارتها الداخلية تبعًا للنظام المحيط. ويمكن تسخين المياه أو تبريدها من خلال الإشِعاع على السطح والتوصيل من وإلى الجو والطبقة القاعدية المحيطة. وعادة ما يكون هناك تدرج مستمر للبرك الضحلة في درجة الحرارة من مياه دافئة عند السطح إلى مياه أكثر برودة عند القاع. إضافة إلى أن التذبذب في درجات الحرارة يكون كبيرًا جدًا في هذه النظم، سواء يوميًا أو موسميًا.
إن أنظمة درجة الحرارة مختلفة تمامًا في البحيرات الكبيرة (شكل 2). في المناطق المعتدلة، على سبيل المثال، فمع زيادة درجات حرارة الجو، تتكسر الطبقة الجليدية المتكونة على سطح البحيرة، لتجعل درجة حرارة المياه حوالي 4 درجات مئوية، وهذه هي درجة الحرارة التي يكون للمياه عندها أعلى كثافة. ومع تغير الفصل المناخي، تقوم درجة حرارة الجو الأكثر دفئًا بتسخين المياه السطحية، مما يجعلها أقل كثافة. وتظل المياه العميقة باردة وكثيفة بسبب انخفاض اختراق الضوء. مع بداية فصل الصيف، تنشأ طبقتان مختلفتان لدرجات الحرارة، وهذا الاختلاف الكبير بينهما يبقي على طبقيتيهما. وتكون المنطقة السفلية للبحيرة هي الأبرد وتسمى طبقة مائية سفلية. أما المنطقة العليا فتكون أدفأ وتسمى طبقة مائية عليا. ويوجد بين هاتين المنطقتين نطاق تغير سريع في درجة الحرارة يسمى منحدر حراري. وخلال فصل الخريف البارد، يتم فقدان الحرارة عند السطح وتبرد الطبقة المائية العليا. وعندما تتقارب درجات الحرارة للمنطقتين بشكل كاف، تبدأ المياه في الاختلاط ثانية لتكوين درجة حرارة متناسقة، وتسمى هذه العملية تحول البحيرة. أما في فصل الشتاء فيحدث التطبُّق العكسي، حيث تبرد المياه بالقرب من السطح حتى تتجمد، بينما تظل المياه الأكثر كثافة ودفئًا بالقرب من القاع. وينشأ منحدر حراري، وتتكرر الدورة 

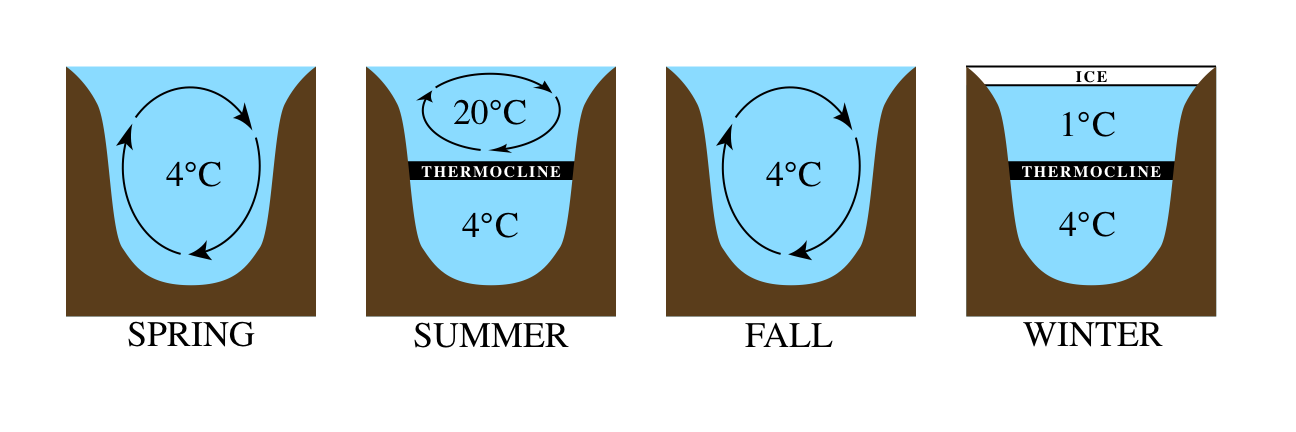
شكل 2 تطبُّق موسمي في البحيرات المعتدلة

## قائمة المصادر
- O'Sullivan, Patrick and Reynolds, C. S. (2005). The Lakes Handbook: Lake Restoration and Rehabilitation. Wiley. ISBN:978-0-632-04795-6. مؤرشف من الأصل في 2014-07-05.{{استشهاد بكتاب}}:  صيانة الاستشهاد: أسماء متعددة: قائمة المؤلفين (link)